# Westelijke Han-dynastie
De Westelijke Han-dynastie (206 v.Chr.-9 n.Chr.) was de eerste helft van de Han-periode (206 v.Chr. tot 220 n.Chr.). Toen de Qin-dynastie in 206 v.Chr. viel, ontstonden de oude staten Han en Chu opnieuw. Liu Bang van Han vocht van 206 tot 202 de Chu-Han-oorlog uit met Xiang Yu van Chu. Hij won de oorlog uiteindelijk en stichtte de Han-dynastie door als Han Gaozu de keizerstitel aan te nemen. Aanvankelijk werd de voormalige hoofdstad van de Oostelijke Zhou-dynastie, Luoyang, als hoofdstad gekozen, maar dit werd al snel Chang'an. De Westelijke Han-dynastie kwam ten val door de intriges van een hoveling, Wang Mang, die zijn eigen Xin-dynastie stichtte.

## Consolidering van de Han-dynastie
Hoewel Liu Bang de Chu-Han-oorlog had gewonnen en als keizer Han Gaozu de troon besteeg, zou het nog tot 141 v.Chr. duren voordat zijn dynastie geconsolideerd kon worden. Hiervoor moest niet alleen de keizerlijke schatkist van een stabiele inkomstenstroom worden voorzien, maar ook de klassentegenstelling worden tegengegaan. De keizers en andere hoogwaardigheidsbekleders van de Han-dynastie waren voornamelijk van lagere komaf, hiermee het standpunt van Chen Sheng bevestigend dat adeldom geen kwestie geboorterecht was. Dit ging in tegen de opvatting van de (land)adel, die hiermee al snel tegenover het keizerschap kwam te staan. De keizers van de Han-dynastie konden op meer sympathie rekenen bij het gewone bevolking, omdat strenge wetgeving van de Qin-dynastie, die altijd zwaar op de lagere klassen had gedrukt, werd ingetrokken.
De tegenkracht van de landadel kwam met name vanuit zeven prinsdommen, die elk wel 30 tot 100 steden omvatten en waarvan de heersers geen banden hadden met de keizerlijke familie Liu. De keizer had over deze gebieden (die bij elkaar een groter domein vormden dan alle keizerlijke prefecturen en gemeenten) geen gezag. De prinsen wezen zelf hun hoogwaardigheidsbekleders en ambtenaren aan en beschikten over eigen legers. In het gebied van de huidige provincie Guangdong had Chao Tuo gebruikgemaakt van de chaos die was ontstaan door de val van de Qin-dynastie en zichzelf tot koning van de Zuidelijke Yue gekroond.
Aanvankelijk durfde Han Gaozu deze decentrale krachten niet tegen te gaan, omdat centralisatie werd geassocieerd met de impopulaire Qin-dynastie. Later zag hij zich, om ontbinding van het rijk te voorkomen, toch tot een centralisatiepolitiek genoodzaakt. Hij probeerde hierbij militaire macht 'wu' en civiele moraliteit 'wen' met elkaar te verenigen. De oude Qin-strategie om bestuursfuncties toe te kennen op basis van competenties in plaats van afkomst werd hierbij weer ingezet. Dit was noodzakelijk om magistraten en prefecten een aanzienlijke verantwoordelijkheid hadden, onder andere voor rechtspraak, belastingheffing en -inning, uitvoering van religieuze rituelen, het militaire bevelvoering en publieke werken. Aangezien regels en procedures ontbraken, was het functioneren daarvan bijna geheel afhankelijk van hun vermogen om kritisch en zelfstandig te kunnen denken. De besten onder hen werden uiteindelijk geselecteerd als keizerlijk adviseur.
In 196 v.Chr. liet Han Gaozu drie prinsen, Han Xin, Peng Yue en Ying Bu, ombrengen. Drie andere prinsen werden verdreven. Alleen het prinsdom Changsha wist nog een zelfstandig bestaan te behouden, totdat de laatste prins in 157 v.Chr. zonder nageslacht overleed. Han Gaozu stelde nu negen prinsen aan, die gelieerd waren aan zijn eigen familie Liu en beval dat ieder niet-familielid dat zich prins noemde, zou worden aangevallen. Desondanks kwamen zelfs deze familieleden in opstand tijdens het keizerschap van Han Wendi: in 177 v.Chr. prins Liu Xingju van Jibei en in 174 v.Chr. prins Liu Zhang van Huainan. Twee keizerlijke adviseurs tijdens Han Wendi's keizerschap, Jia Yi en Chao Cuo, bevalen aan de macht van de prinsen te verbrokkelen door er meer aan te stellen en hun gebieden op te knippen. In 154 v.Chr. kwam prins Liu Bi van Wu, in vereniging met de heersers van Chu, Zhao, Jiaodong, Jiaoxi, Jinan en Zichuan, in opstand tegen keizer Han Jingdi. Han Jingdi zond maarschalk Zhou Yafu op strafexpeditie. Binnen drie maanden werden de prinsen verslagen en hun bestuurlijke bevoegdheden drastisch ingeperkt. Dit versterkte de keizerlijke macht aanzienlijk.
Om intriges aan het keizerlijk hof te voorkomen, werden broers en zonen van de keizer van het hof verwijderd. Dit gold echter niet voor de mannelijk familieleden van de keizerin. Zij konden vaak een aanmerkelijke macht uitoefenen en de keizer naar hun hand zetten. Dit gebeurde bijvoorbeeld na de dood van Han Gaozu, toen keizerin Lü en haar verwanten tot aan haar dood vijftien jaar de macht uitoefenden. Al deze verwanten werden bij de dood van Lü geëxecuteerd, maar desalniettemin bleef deze vorm van machtsmanipulatie terugkeren en ondermijnde zij uiteindelijk de stabiliteit van de dynastie.

## Gouden Eeuw van de Westelijke Han-dynastie
De regeerperiode van keizer Han Wudi (139-87 v.Chr.) staat bekend als de Gouden Eeuw van de Westelijke Han-dynastie. De sociale en economische omstandigheden waren enorm verbeterd. Het volk verkeerde in goede materiële omstandigheden en de keizerlijke schatkist had een overschot. Han Wudi volgde de aanbevelingen van Jia Yi en Chao Cuo verder op door het land van een overleden prins onder al zijn zonen te laten verdelen, waarbij er één de titel de prins kreeg en de overigen die van markies. Het keizerrijk werd in 13 regio's verdeeld waarin een inspecteur rondtrok om de machtige families in de gaten te houden. De keizerlijke administratie behandelde alle memo's die vanuit het hele rijk binnenkwamen. Op economisch gebied volgde Han Wudi vooral de adviezen van Sang Hongyang op, die onder meer met zich meebrachten dat het slaan van munten door de staat werd gemonopoliseerd (de zg. vijf-zhu-munten). Door verbeterde belastinginning werd het keizerlijke bestuur aanzienlijk versterkt.
Han Wudi wist ook de invloedssfeer van het keizerrijk uit te breiden. Na de dood van Chao Tuo in 137 v.Chr. lukte het hem effectief controle te krijgen over zijn opvolgers en dus het gebied van Guangdong binnen zijn invloedssfeer te krijgen.
Het Xiongnu-volk in het noorden vormde een constante bedreiging voor het Han-rijk, zeker als zij ook een alliantie aangingen met binnenlandse rebellen. In 166 v.Chr. waren zij er nog in geslaagd om met 140.000 ruiters diep China in te trekken en de hoofdstad Chang'an te naderen. Er werd een eind gemaakt aan het beleid om met giften en gearrangeerde huwelijken tussen adellijke families de Xiongnu te paaien. Han Wudi koos ervoor om hen met militaire middelen op afstand te houden. De diplomaat Zhang Qian werd er in 138 v.Chr. en 119 v.Chr. tevergeefs op uitgezonden om hiervoor een alliantie te vormen met de volken Dayuezhi (in het noorden van het huidige Afghanistan) en Wusun (in de huidige Chinese provincie Xinjiang). De Xiongnu werden overigens in zekere mate bedwongen met omvangrijke militaire expedities in 133, 123, 123 en 109 v.Chr., waarbij telkens zeker meer dan 100.000 soldaten betrokken waren. Hierbij werd het gebied van huidige provincie Gansu gekoloniseerd en het gebied van het huidige Noord-Korea als militair front gebruikt. Het Qiang-volk werd onder het juk van de Xiongnu uitgebracht.
Hoewel het concrete doel van de missies van Zhang Qian was mislukt, bevorderden zij wel de goede naam en invloedssfeer van de Han-dynastie in de gebieden ten noorden en zuiden van de bergketen Sinkiang. De informatie waarmee Zhang Qian terugkwam, deed Han Wudi besluiten om in 101 v.Chr. de stad Farg'ona in het huidige Oezbekistan in te nemen en de zijderoute te verzekeren.
In het zuidoosten, in wat thans de provincies Sichuan en Guizhou zijn, werd de machtige Yi-gemeenschap door Han Wudi binnen de Chinese invloedssfeer gebracht. In het gebied van de huidige provincie Yunnan werd in 109 v.Chr. het Dian-volk onderworpen. Herhaaldelijke opstanden daarna in 86 en 83 v.Chr. werden onderdrukt.
De marine maakte een aanzienlijke ontwikkeling door. De Westelijk Han-dynastie beschikte over een zeemacht van 350.000 man en over schepen die twee tot vier dekken hadden.

## Economie
Aanvankelijk verkeerde de Westelijke Han-dynastie in een economisch deplorabele situatie. Jaren van uitbuiting en oorlog hadden een grote verarming en bevolkingskrimp bewerkstelligd (in sommige steden zelfs tot 80 procent). Er wordt verteld dat de materiële omstandigheden zo slecht waren, dat Han Gaozu niet eens in staat was twee paarden van dezelfde kleur te vinden om zijn rijtuig te trekken. Bevordering van de economie was daarom de eerste prioriteit. De basis van de Chinese economie bestond uit veel kleine en grote grondbezitters, waarvan de ene boer zijn bezit dikwijls wist te vergroten ten koste van de ander. Ook creëerde de kans op misoogsten en de willekeur van belastingambtenaren een grote onzekerheid. Een grondbezitter moest er altijd rekening mee houden opeens in armoede te kunnen vervallen en zijn land te moeten verlaten. Daarnaast werd het steeds gebruikelijker dat een vader het land verdeelde onder zijn zonen, die daardoor elk voor hun familie op een kleiner stuk land moesten rondkomen. Als dat niet lukte, restte er vaak geen andere keuze dan te migreren of een dienstbetrekking te zoeken.
Het lukte de Han-keizers om de bevolking weer op peil te brengen en de levensstandaard te verhogen. Jia Yi en Chao Cuo ontwikkelden economische theorieën die een grote vooruitgang waren in vergelijking met de ideeën van Shang Yang, die lange tijd leidend waren geweest. Om ontvolking van het platteland te voorkomen, paste het Han-bestuur het beleid aan door bijvoorbeeld irrigatiewerken aan te leggen en belastingdruk te verlagen. Nu de boeren werden ontzien, werden vooral maatregelen doorgevoerd die de adel en handelaren raakten. De adel mocht geen eigen munten meer slaan. Bezit van boten en winkels werd belast. Tijdens het keizerschap van Han Wudi werd in 119 v.Chr. op advies van Sang Hongyang de koop en verkoop van ijzer, zout en alcohol door de staat gemonopoliseerd. Graanspeculatie werd aangepakt. De handel nam daardoor af en China werd vooral een agrarische maatschappij. Landbouwtechnieken (zoals het ploegen en irrigatie) werden verder verbeterd. De ezel, die uit van het westen via de Xiongnu in China terecht was gekomen, werd als lastdier ingezet.
Hoewel de binnenlandse handel stokte, floreerde die met het buitenland. Chinese goederen, zoals zijde en gelakte voorwerpen, waren van superieure kwaliteit en ook buiten China zeer geliefd. Voor deze goederen gaven andere volken veelal hout, paarden, schapen en vee. Zhang Qians missies markeerden bovendien het begin van betrekkingen met vele andere volken in West- en Centraal-Azië, waarbij een nieuwe afzetmarkt voor Chinese zijde werd geopend en raspaarden, fruitwijn, geglazuurde tegels, wollen tapijten en glaswerk vanuit die gebieden werden geïmporteerd. Vanuit het gebied van de huidige provincie Guangdong werd handel gedreven met Zuidoost-Azië en de oostkust van India. Via Indiase en Parthische tussenpersonen kwam Chinees zijde tot in het Romeinse Rijk terecht. De populariteit van zijden werd vooral gemerkt door de grote hoeveel goederen die China daarvoor, ook weer via tussenpersonen, terugkreeg.

## Geestelijk leven
Keizer Han Gaozu was oorspronkelijk afkomstig uit de staat Chu en was sterk beïnvloed door het geloof in het bovennatuurlijke dat in die regio nog sterk aanwezig was. Dit uitte zich in op het taoïsme gebaseerde offerrituelen en de aanwezigheid van sjamanen, astrologen en alchemisten aan het keizerlijk hof, wat zich ook bij zijn opvolgers voortzette. De opkomst van Wang Mang werd door vele voortekens omgeven, waarschijnlijk ook gemanipuleerd door zijn aanhangers. De uit die tijd afkomstige Huainanzi was een verzameling taoïstische teksten waarin bovennatuurlijke wezens een belangrijke rol speelden.
Volgens de heersende religieuze opvatting ging na iemands dood alleen het lichte deel van zijn ziel naar de hemel. Voor het achterblijvende zware deel van de ziel werden graven voorzien van voedsel en ingericht (soms met inventarislijst). Een plek waar werd geoordeeld over de doden was de heilige berg Taishan. De hoop op een eeuwig leven van de ziel vond vooral uiting in de aanbidding van de godin Xi Wangmu, die massahysterische en messianistische trekken had.
Aanvankelijk vervulde het taoïsme een dominante rol, omdat het aansloot bij de heersende spirituele opvattingen en tegengesteld was aan het gehate dirigisme van de Qin-dynastie. Het confucianisme werd rond 150 v.Chr., op advies van Dong Zhongshu, het belangrijkste ideologische wapen van de heersers bij de unificatie van China. De confucianistische wereld was harmonieus ingedeeld in categorieën en fasen op velerlei gebieden. Doordat het keizerschap ook een plaats had binnen die harmonie, verkreeg het een zekere onaantastbaarheid. Verstoring van het keizerschap zou tot algehele verstoring leiden en bijvoorbeeld natuurrampen tot gevolg kunnen hebben. Deze verscherpte opvatting van het hemels mandaat van de keizer zou ook in latere dynastieën blijven voortbestaan. Studenten werd op bevel van Han Wudi overwegend confucianisme onderwezen. Omdat dit onderwijs ook toegang bood tot begeerde bestuursfuncties (die voor ieder met talent toegankelijk waren), leidde dat tot een grote toestroom van studenten, met name aan de Keizerlijke Academie.
Op bevel van keizer Wu Di werd door Sima Qian en anderen de Taichukalender ontworpen, die van groot belang is geweest voor de ontwikkeling tot wat vandaag de Chinese kalender is.
Ook de andere scholen uit de tijd van de Periode van de Strijdende Staten die nog waren onderdrukt tijdens de Qin-dynastie kwamen weer op, hoewel de geleerden daarvan toegang tot openbare functies werd ontzegd. Het eclectische karakter van het confucianisme had er daarbij toe geleid dat beginselen van andere denkrichtingen een plaats binnen zijn leer hadden verkregen en op die wijze toch invloed hadden. Tijdens het keizerschap van Han Xuandi won ook het legalisme weer aan belang.
Tijdens het keizerschap van Han Wudi werd belangrijke academische en culturele voortgang geboekt. Hij probeerde van het keizerlijk hof een intellectueel en cultureel centrum te maken door de grootste schrijvers en geleerden aan te trekken en concurrentie van prinselijke hoven op dit gebied tegen te werken. Han Wudi was in het bijzonder geïnteresseerd in literatuur. Vele bekende schrijvers uit de Chinese literatuurgeschiedenis, zoals Yan Zhu, Dongfang Shuo, Mei Gao en Sima Xiangru, zijn uit deze periode afkomstig. Van latere datum is de bekende schrijver Liu Xiang. De zogenaamde Yuefu-gedichten werden gebruikt als teksten voor Chinese volksmuziek. In de geschiedschrijving van Sima Qian werd voor het eerst het belang van de rol van het volk en sociale verhoudingen erkend voor historische ontwikkelingen.
Tegen het einde van de Westelijke Han-dynastie namen de intellectuele prestaties af. Als bekende geleerden van deze periode kunnen nog wel Liu Xin en Yang Xiong worden genoemd. De eerste was de zoon van Liu Xiang. Hij zette het werk van zijn vader om diverse confuciaanse en andere filosofische, literaire, wetenschappelijke werken van voor de Qin-dynastie te verzamelen en ordenen voort. Door deze arbeid droeg hij bij aan het behoud en de verbreiding van de antieke Chinese geschriften. De confucianist Yang Xiong stond bekend om zijn verwerping van het heersende spiritualisme en het bestaan van God. Hij schreef de beroemde Tai Xuan.

## Einde van de Westelijke Han-dynastie
Onder keizer Han Xuandi (74-48 v.Chr.) lukte het om de betrekkingen met de Xiongnu te verbeteren, waardoor de dreiging vanuit het noorden voor China afnam. De Xiongnu kregen de status van vazalstaat, waarbij zij, zoals de andere vazalstaten, in ruil voor grote hoeveelheden zijde hulde aan de keizer kwamen brengen en een van hun prinsen aan het keizerlijk hof lieten verblijven. Het voortbestaan van de Westelijke Han-dynastie werd echter vooral van binnenuit bedreigd. Han Xuandi werd successievelijk opgevolgd door Han Yuandi, Han Chengdi, Han Aidi en Han Pingdi. Gedurende het bewind van deze keizers raakte de dynastie in verval. Han Yuandi kwam onder invloed te staan van de eunuchen Hong Gong en Shi Xian die samenwerkten met de families Shi en Xu, allemaal verwanten van de keizerin. De vrouw van Hang Chengdi, keizerin Wang, oefende feitelijk de macht uit over zijn kleinzoon, Han Pingdi. In 6 n.Chr. greep Wang Mang, een neef van keizerin Wang, de macht door het regentschap over Pingdi op zich te nemen en zich de titel plaatsvervangend keizer toe te eigenen. Drie jaar later stichtte hij de Xin-dynastie door zichzelf tot keizer te benoemen en Pingdi te vergiftigen.
Aan het einde van de Westelijke Han was de Chinese bevolking gegroeid tot ongeveer 85 miljoen, iets meer dan die van het Romeinse Rijk.

## Keizers
- Han Gaozu
- Han Huidi
- Han Qianshaodi
- Han Houshaodi
- Han Wendi
- Han Jingdi
- Han Wudi
- Han Zhaodi
- Han Xuandi
- Han Yuandi
- Han Chengdi
- Han Aidi
- Han Pingdi
- Liu Ying (Ruzi)